# Albligen
Albligen foi uma comuna da Suíça, no Cantão Berna, com cerca de 474 habitantes. Estendia-se por uma área de 4,3 km², de densidade populacional de 110 hab/km². Confinava com as seguintes comunas: Heitenried (FR), Ueberstorf (FR), Wahlern.
A língua oficial nesta comuna era o Alemão.

## História
Em 1 de janeiro de 2011, passou a formar parte da nova comuna de Schwarzenburg.